# Miguel Grinberg
Miguel Grinberg (Buenos Aires, 18 de agosto de 1937 - ibídem, 4 de marzo de 2022) fue un escritor, poeta, traductor y periodista argentino, miembro de la Generación del '60. Ampliamente considerado como un especialista en movimientos juveniles, pensamiento prospectivo, ecología social y espiritualidad ecuménica, ha sido reconocido también por su condición de promotor de la poesía castellana en el rock argentino, junto a los pioneros del género. 
Fue alumno del futurista John McHale y discípulo del monje trapense Thomas Merton, de quien ha traducido numerosos libros al español. Fue el creador del sistema "Holodinamia" de Meditación Integral, para el desarrollo natural del potencial intuitivo. Tuvo una amplia labor ecologista y de espiritualidad comunitaria. La película documental Satori Sur lo tiene de protagonista.

## Década de 1960
En 1962 creó "Nueva Solidaridad", una alianza de poetas de América, tradujo y difundió en profundidad a los poetas de la Generación Beat estadounidense y de las nuevas corrientes latinoamericanas, mientras pugnaba en la Argentina, junto a un grupo de jóvenes músicos y poetas, Moris, Pipo Lernoud, Miguel Abuelo, Tanguito, Javier Martínez y Luis Alberto Spinetta, entre muchos otros, por la adopción del idioma castellano como lengua del rock nacional. Por eso se lo considera uno de los impulsores del movimiento roquero argentino. Fue concurrente habitual de las reuniones en el bar La Cueva. Dijo:
En el origen (del rock argentino) hay cuatro nombres: Moris, Javier Martínez, Tanguito y Litto Nebbia. Un quinto podría ser Pajarito Zaguri... y sería justicia.
Mientras, se hizo amigo, en principio por correo, de muchos poetas estadounidenses, vivió en Estados Unidos; participó del nacimiento del movimiento hippie. Fue activista pacifista en oposición a la Guerra de Vietnam y la lucha de los derechos civiles de los negros.
Ha recordado esta época en los libros Beat days, La Generación de la Paz, La Nueva Revolución Norteamericana, La Generación V y Poesía y Libertad, entre otros; el más específico de los cuales es Memoria de los ritos paralelos. Diario de Nueva York, 1964, donde relata su convivencia o interacciones con los promotores de la poesía en tiempo de nacimiento del hippismo como Allen Ginsberg, entre otros grandes.
A finales de los años 1960, durante un tiempo formó parte del grupo platense La Cofradía de la Flor Solar.

## Militancia ecologista
- Estuvo entre los creadores de la Red Nacional de Acción Ecologista, de la Asamblea Ecológica Permanente de la Cámara de Diputados de la Nación Argentina y del Pacto Ecosocial de América Latina.

- Desarrolla actividad pedagógica en el campo de la Ecología Integrativa, compendio de la ecología y sus aspectos económicos, éticos, estéticos y espirituales. Cuatro de sus libros tratan sobre el particular: Introducción a la Ecología Social, Ecología Vivencial, Ecología Cotidiana y Ecofalacias.

- Miembro de la Junta Directiva del Environment Liaison Centre (Nairobi, Kenia), de 1982 a 1986.

- Fue cofundador de la Red Nacional de Acción Ecologista (Argentina, 1986)

- Fue cofundador del Pacto de Acción Ecosocial de América Latina (Chile, 1989).

- Fue de uno de los redactores del Programa Ya Wananchi de los Ciudadanos, encargado por el gobierno de Francia, (1991).

- Coordinador de dos seminarios de enseñanza sobre Eco-pedagogía y Peligros del Nuclearismo durante la Conferencia Cumbre de la ONU (ECO 92) en Río de Janeiro.

- Miembro del Centro de Estudios sobre el Futuro brasileño.

- Promovió el Instituto Habitare de Ecología Social, Campinas, 2003.

- Profesor de Cultura Ambiental en el posgrado de Gestión Ambiental de la Universidad Nacional del Municipio de General San Martín.

- Integró el Consejo Consultivo Honorario de la Secretaría de Medio Ambiente y Desarrollo Sustentable de la Nación Argentina.

## Periodista gráfico
Imaginador, editor y director de las revistas Eco Contemporáneo, Contracultura y Mutantia. En 2012, editó el anuario Mutantia25 con textos propios.
Fue prosecretario de redacción de la revista Panorama, del diario La Opinión y de Télam, la agencia de noticias de bandera en la Argentina. 
Hacia 1982, colaboró con la reaparecida revista Caras y Caretas.
Fue uno de los principales columnistas de Cantarock, la tercera revista en ventas de la recuperación democrática argentina (1984-1989).
De un curso suyo en TEA (Taller Escuela Agencia) se inició la revista Cuestión de Vida (1990).
Ha sido articulista del diario Tiempo Argentino y columnista del diario Crítica de la Argentina. Escribió la columna "Ecología Espiritual" en la revista Uno Mismo, y "Arqueología del Rock" en el semanario El Guardián.
En septiembre de 2014 lanzó una campaña de preventa de Eco Contemporáneo 14 en Panal de ideas, un sitio web de financiamiento colectivo, anunciando el regreso de la mítica revista fundada en 1961.

## En radio
Su primer programa radial, hacia abril de 1972, fue El son progresivo, por la antigua LS1 Radio Municipal de Buenos Aires. Su inspiración provino de Hugo Guerrero Marthineitz, Miguel Ángel Merellano, Antonio Carrizo y, en especial, Carlos Rodari. Hablaba de rock y ecología urbana en ese espacio hasta 1989. 
En los años noventa, hizo La Vida por Radio Universidad Nacional de La Plata, con Guillermo Magrassi y Juan Schroeder. Produjo y condujo el programa diario Ecoscopio en FM Cultura de la Ciudad Autónoma de Buenos Aires, entre 1993 y 2000.
Fue columnista de ecología de Radio Nacional Buenos Aires, donde también produjo desde 2006 Rock que me hiciste bien.
En 2015 comenzó Grinberg x Grinberg, donde recorrió su obra literaria y vivencias, en la radio Flash Violeta, una espacio que difunde el arte independiente, que se presenta como alternativa a lo dominante y un espacio de reflexión para los artistas. Dijo en la inauguración de la emisora en línea: 
Las radios siempre fueron espacios para terratenientes que tenían segmentos loteados sin relación unos con otros. Si participo de esta experiencia, es porque lo que se propone esta radio es algo que no se hizo antes.

## Cine
Al final del documental de Martin Scorsese acerca de Bob Dylan, aparece una foto suya junto a Allen Ginsberg, quien dio sus testimonio para el film.
Trabajó en el filme Gombrowicz, o la seducción (Representado por sus discípulos) (1986).
Estuvo a cargo en Buenos Aires de la gerencia de publicidad de grandes sellos cinematográficos como la Columbia Pictures y la 20th Century Fox.

## Actividad académica
Obtuvo la licenciatura en Sistemas, del Centro de Estudios Integrativos de la Universidad de Nueva York, bajo la tutela del futurista John Mc Hale.
Fundador de la Multiversidad de Buenos Aires.
Fue docente de la cátedra de Ecología en TEA (Taller Escuela Agencia) y profesor de Periodismo Ambiental. Facultad de Periodismo y Comunicación Social, Universidad Nacional de La Plata. Dictó clases en Universidad de Georgetown Washington D. C.; Universidad Americana (Washington D. C.); Universidad de Maryland; Instituto Nacional de la Administración Pública; Universidad Holística Internacional de Brasilia, Universidad Estatal de Campinas; Universidad de Barretos; Universidad del Estado de San Pablo y Universidad Nacional de General San Martín.[cita requerida]

## Animador comunitario
Desde 2012 coordinó en Buenos Aires el programa cultural de la Fundación de la Justicia Social mediante cine-debates y grupos de meditación.
A partir de 2015 promovió reuniones barriales tituladas Arte del Encuentro en ámbitos culturales de la misma ciudad, con énfasis en la preservación de la Reserva Natural Costanera Norte, frente al Río de la Plata.

## Editor
Ha editado y traducido numerosos volúmenes de enseñanza espiritual en castellano, entre otros, Credo tibetano del morir y el renacer (2001), Rumi: amante del amor (2002) y Maestro Eckhart: vida eterna y conocimiento divino (2003).
Fue convocado a dirigir la Colección Biogramas (libros ecológicos) de la Editorial Capital Intelectual de Argentina.
En 2015 ha realizado por noveno año consecutivo la selección de textos para la "Agenda Osho 2015" publicada por Editorial Granica, en tanto Editorial Atlántida incluyó su ensayo Transiciones & Fundaciones en el "Horóscopo Chino 2015", su manifiesto Ceremonias de Luz en el "Horóscopo Chino 2010" de Ludovica Squirru, su manifiesto Polinización Espiritual en la edición 2011, su testimonio Fundagramas (2012), y su ensayo Presente infinito - El arte de transmutaren la edición 2014.

## Libros
Los libros de Miguel Grinberg sobre la historia del rock argentino tienen tres particularidades: la primera es que el autor tomó como inicio del rock argentino al sencillo La balsa de Los Gatos (1967). Como él fue uno de los primeros historiadores del rock argentino, su visión se terminó imponiendo como la historia oficial, y los libros siguientes que se escribieron sobre el rock argentino continuaron arrastrando esa visión (solo a partir de mediados de la década de 2010 comenzaría a ser discutida por una nueva camada de historiadores del rock argentino). La segunda es que sus relatos no avanzan luego de 1982, no profundiza en las bandas y artistas que surgieron luego de esa fecha. Esto lleva a que su historiografía termine siendo muy acotada, abarcando solo desde 1967 hasta 1982. Y la tercera fue que sus libros a menudo se salieron de lo musical, y dedica partes considerables a polemizar, criticar, lanzar diatribas incendiarias y hablar sobre bohemia, intelectualidad, política, filosofía, sociedad y arte, lo que contrasta con otros historiadores del rock argentino.[cita requerida]
Ha escrito más de cincuenta volúmenes, entre ellos:
- América Hora Cero (poemas). Bs. As.: Poesía-Ahora (1965)
- La Nueva Revolución Norteamericana. Bs. As.: Ed. Galerna (1968)
- Ciénagas (poemas). Bs. As.: Eco Contemporáneo (1974)
- Marcuse y la Sociedad Carnívora. Bs. As.: Ed. Eco Contemporáneo (1975)
- La Generación de la Paz. Bs. As.: Ed Galerna (1984)
- Ecología Vivencial. Bs. As.: Agedit (1988)
- Introducción a la Ecología Social. Bahía Blanca: Fundación Senda (1991)
- Mario Soffici (biografía). Bs. As.: Centro Editor de América Latina (1993) ISBN 950-25-3160-5
- Ecología Cotidiana. Bs. As.: Planeta (1995)
- Ecofalacias. Bs. As.: Ed. Galerna (2000)
- 11 de septiembre de 2001. Bs. As.: Ed. Lumen (2001) ISBN 987-00-0181-5 (Con otros autores).
- Edgar Morin y el pensamiento complejo. Madrid: Campo de Ideas (2002) ISBN 84-96089-03-7
- Opus New York (poemas). Bs. As.: Ed. Aurelia Rivera (2002)
- Días Beat/Beat Days. Bs. As.: Ed. Galerna-Mutantia (2003) ISBN 950-556-449-X (reedición de las de 1969, por Eco Contemporáneo, y 1987 por Mutantia).
- La Generación "V". La insurrección contracultural de los años 60. Bs. As.: Emecé (2004) ISBN 950-04-2544-0
- Evocando a Gombrowicz. Bs. As.: Ed. Galerna (2004) ISBN 950-556-457-0
- Ken Wilber y la psicología integral. Madrid: Campo de Ideas (2005) ISBN 84-96089-21-5
- El poder de la oración. Bs. As.: Deva's (2005) ISBN 987-1102-40-2
- Desarrollo intuitivo. Holodinámica del sexto sentido. Bs. As.: Mutantia (2006) ISBN 950-9285-12-9
- Vidas de fuego. Bs. As.: Ed. Lumen (2006) ISBN 987-000645-0 (Con otros autores)
- Celebración de la vida intensa. Bs. As.: Deva's (2006)
- Somos la gente que estábamos esperando. Bs. As.: Ed. Kier (2006) ISBN 950-17-4508-2
- Ternura: deleite supremo. Bs. As.: Ediciones Pausa, de Capital Intelectual (2008) ISBN 978-987-614-111-6
- Cómo vino la mano. Orígenes del rock argentino. Bs. As.: Ed. Gourmet Musical (2008) ISBN 978-987-22664-3-1 / 4ª edición aumentada del original de 1977 con apéndice de artículos en revistas especializadas.
- Poesía y Libertad. Rosario: Editorial Fundación Ross (2010) ISBN 978-987-1133-96-3
- Apasionados por el Rock. Bs. As.: Editorial Atlántida (2010) ISBN 978-950-08-3845-0 Con Hoby DeFino.
- Poesía y Poetizar. Bs. As.: Ed. del Último Sábado (2010) ISBN 987-26087-0-5 Con Daniel E. Serra.
- Decrecer con equidad - Nuevo paradigma civilizatorio. Bs. As.: Editorial Ciccus (2011) ISBN 978-987-1599-67-7 Con Lucio Capalbo, Ezequiel Ander Egg, Antonio Elizalde Hevia y Ervin Laszlo.
- Ecofalacias. Rosario: Editorial Fundación Ross (2012) ISBN 978-987-1747-35-1
- Mutantia 25 - Nuestro Espacio Sagrado. Bs. As.: Ed. del Nuevo Extremo (2012) ISBN 978-987-609-340-8
- Nuestro Futuro Indómito. Bs. As.: Editorial Ciccus, (2013) ISBN 978-987-693-019-2
- Poetas clásicos norteamericanos. Selección, traducción y prólogo: Miguel Grinberg. Bs. As. Leviatán, (2014). ISBN 978-987-514-253-4
- Memoria de los ritos paralelos. Diario de Nueva York, 1964. Bs. As.: Caja Negra, (2014) ISBN 978-987-1622-27-6
- Una vida hermosa. Luis Alberto Spinetta. Bs. As.: Atlántida, (2015) ISBN 978-950-08-4486-4
- Un mar de metales hirvientes - Crónicas de la resistencia musical en tiempos totalitarios (1975-1980). Bs. As.: Gourmet Musical, (2015) ISBN 978-987-3823-04-6
- Tiempo de Renacer. El principio del principio. Ediciones Mutantia, (nov. 2015). ISBN 9789509285149
- 80 preguntas a Miguel Grinberg. Gourmet Musical (2017) ISBN 978-987-3823-17-6[8]

### Reseñas
Su publicación Cómo vino la mano es un clásico sobre la historia del rock argentino, y la base de la mayor parte de las investigaciones posteriores. El nombre alude a la pregunta "¿Cómo viene la mano?", que se hacía a las personas para saber cómo le iba en sus asuntos; de esa frase se originó la denominación del grupo Manal. Escrito desde el lugar de participante y testigo de los comienzos del movimiento desde mediados de la década de 1960, fue publicado en 1977 e incluye conversaciones con algunos de los principales protagonistas de esa historia: Moris, Litto Nebbia, Luis Alberto Spinetta, Claudio Gabis, Gustavo Santaolalla, León Gieco y Charly García; el poeta y periodista Pipo Lernoud y el productor y editor Jorge Álvarez. En las nuevas ediciones –además de otro prólogo y numerosas notas aclaratorias– se agregaron entrevistas con Miguel Cantilo y Rodolfo García; una renovada selección de fotografías inéditas como dos manifiestos –de Claudio Gabis y Pablo Dacal– y un extenso apéndice con la transcripción de otros artículos sobre el rock, su cultura y la industria publicados por el autor en las revistas La bella gente y Prensario de los espectáculos entre 1971 y 1977. En 2014 la editorial Gourmet Musical publicó una 5.ª edición.
En Somos la gente que estábamos esperando, la Ecología Espiritual es expuesta como una herramienta para indagar los potenciales latentes de la persona, en armonía con su vocación natural de paz y el papel que puede desempeñar en el marco de una sociedad donde las calamidades no predominen en forma destructiva. Surge la clara percepción de que sin un expansivo desarrollo metafísico, no podrán resolverse los grandes problemas del mundo material. Lejos de la protesta ambiental inocua, traza las coordenadas de la Eco-Civilización, invitando a replantear la normalidad vigente, reemplazando nuestro modo egoico por una expresiva consciencia de evolución. Conceptos como eco-hábitats y comunidades, aldea intencional, agricultura orgánica, biorregionalismo, permacultura y tecnologías socialmente apropiadas son revisados en sustancia. Un credo trasformador se despliega en estas páginas con firmes intenciones de establecer un cambio esencial; éste es el momento y toda la tierra es el lugar. Esta obra resume la visión de Grinberg sobre el nexo entre la espiritualidad y una cultura solidaria cuyos pilares construyen pioneros planetarios en múltiples latitudes.[cita requerida]
También puede verse:
- Grinberg, M.: "Retrato del artista despierto", en Todo Miguel Cantilo. Bs. As.: Mutantia, 1983.
- Vila, Pablo: "Rock nacional, crónicas de la resistencia juvenil. Comentario de Grinberg"; en Jelín, Elizabeth (comp.): Los nuevos movimientos sociales. Mujeres. Rock nacional. Bs. As.: Centro Editor de América Latina, 1985, pp 148/152.
- Grinberg, M.: "La sociedad inmolada", en El resignificado del desarrollo. Bs. As.: Ciccus/Unida, 2008, pp 191/207.

## Su relación con Gombrowicz
Fue amigo personal del dramaturgo y novelista polaco Witold Gombrowicz. Grinberg ha dedicado muchos escritos a este intelectual y artista.
Por su labor, tanto el Ministerio de Cultura de la República de Polonia como la Universidad Yale (Estados Unidos) reconocieron su libro Evocando a Gombrowicz como obra fundamental sobre el escritor, homenajeando el centenario de su nacimiento. La obra, prologada por la viuda Rita Gombrowicz, recibió traducción al polaco por la editorial PIW de Cracovia.
Fue condecorado con la Cruz de Oro al mérito cultural (en polaco: Złotym Krzyżem Zasługi), máximo lauro de ese país en tiempos de paz, entregada por el presidente de la República de Polonia.
Estuvo invitado por la ciudad de Lublin al Festival Confrontaciones Teatrales, el mayor de los homenajes europeos a Gombrowicz de 2004, donde numerosos elencos de varios países interpretaron la obra teatral completa del autor. 
Brindó varias conferencias en el Teatr Polski de Breslavia y en el Instituto Cervantes, de Varsovia. 
Disertó en la Universidad Yale el 22 y 23 de octubre de 2004 en el marco de la conferencia "Witold Gombrowicz en Argentina: una reminiscencia personal".
En octubre de 2012 recorrió Varsovia, Cracovia y Radom (Wsola), con motivo del 75.º aniversario de la publicación de la novela Ferdydurke de Gombrowicz, sobre cuyas obras se montó el Festival Internacional de Teatro al que Grinberg fue invitado de honor en un periplo que lo llevó a brindar conferencias; dos de ellas, en el Instituto Cervantes.
Bajo el título Momentos singulares de Witold Gombrowicz, en septiembre de 2013 fue el Curador de una exposición centrada en la permanencia del escritor en Argentina (1939-63), ofrecida por la Biblioteca Nacional de este país. Elaboró la idea estructural de la muestra y redactó un catálogo testimonial y gráfico.

## Premios
Ha obtenido los siguientes reconocimientos:
- Global 500, del Programa de Naciones Unidas para el Medio Ambiente (PNUMA).
- Cruz de Oro al Mérito Cultural, máxima condecoración otorgada en tiempos de paz por el gobierno de Polonia.
- Premio N'Aitún de la Corporación de Artistas Pro Ecología y la Fundación Pablo Neruda; Chile, 2008
- Respeto al Medio Ambiente, de Dupont Argentina.
- Premio Coraje, de la Fundación TierraAlerta.
- Premio Honorífico, de la revista Empresa & Medio Ambiente.
- Albert Schweitzer, 1990.
- Mikao Usui, de la Asociación Argentina de Reiki.
- Premio Dr. Mario Molina, de la Cámara Argentina del Aerosol.
- Homenaje de la revista Uno Mismo, Argentina, 2008.
- Jardinero Espiritual, de la revista Celina Vive, Argentina, 2010
- Personalidad Destacada de la Cultura de Buenos Aires de la Legislatura de la Ciudad de Buenos Aires, Argentina, 2014